# Muhi András Pires
Muhi András Pires (Budapest, 1984. október 25. –), film- és reklámfilm producer, filmrendező. Édesapja Muhi András producer, édesanyja Muhi Klára filmesztéta, testvére Muhi Zsófia casting director, felesége Horváth-Szabó Ágnes producer.

## Életpályája
Gyerekkorában egy évtizeden át a Ferencvárosi TC labdarúgó utánpótláscsapatainak jobbszélsője volt.
A Szabó Ervin Gimnáziumban érettségizett 2003-ban.
Az ELTE magyar-filmelmélet-, majd a Színház- és Filmművészeti Egyetem gyártásszervező szakán tanult.
2009 óta a Bulb Cinema, 2016 óta az Elf Pictures filmprodukciós cég vezetője Horváth-Szabó Ágnes producerrel.
A dreampire.com alapító tagja, több száz reklámkampány és számos dokumentumfilm producere, játékfilmek co-, executive-, és line producere.
2006-ban rendezte első dokumentumfilmjét, Magyarfutball, a 91. perc címmel, amely az utánpótlásképzés szakmai anomáliáit dolgozta fel, és a rendszerváltás utáni időszak egyik legnézettebb magyar dokumentumfilmje lett, a 38. Magyar Filmszemlén az Országos Diákzsűri Különdíját nyerte el.
2009-ben első produceri munkája az Itt vagyok (r: Szimler Bálint) fődíjas lett kisjátékfilm kategóriában a 41. Magyar Filmszemlén, meghívást kapott a Cannes Film Festival Cinefondation programjába, és Európa Filmdíjra jelölték.
2011-ben Szimler Bálint rendezővel és Rév Marcell operatőrrel közösen kezdték el forgatni a Kodály-Method élőzenés videóklipeket, amelyből összesen 11 db készült el.
Line producereként dolgozott Fliegauf Bence Liliom ösvény, M. Kiss Csaba-Rohonyi Gábor: Brazilok, valamint Enyedi Ildikó Testről és lélekről c. filmjében, amely 2017-ben a Berlini Nemzetközi Filmfesztivál Arany Medve díját érdemelte ki.
Executive producere volt Csuja László: Virágvölgy és Szimler Bálint: Balaton Method c. filmjének. Császi Ádám Viharsarok és Hajdu Szabolcs Délibáb c. filmjeiben szakértőként működött közre.
2016-ban készült el Magyar csapat – "...még 50 perc..." c. dokumentumfilmje, amelyben a magyar labdarúgó válogatott EB-kvalifikációját követte végig négy éven keresztül. Soha egyetlen filmes sem töltött ennyi időt egy válogatott futballcsapat mellett. A Magyar csapat 2016-ban az év legjobb dokumentumfilmje díjat nyerte el az NMHH Médiatanács Kamera Korrektúra versenyében, és különböző platformokon átlépte az egymilliós nézőszámot.
2017 és 2021 között Szilágyi Áron 3x-os Olimpiai bajnok kardvívóval készítette el Egy mindenkiért c. dokumentumfilmjét.
A 2021-es tokiói Olimpia előtti napokban került bemutatásra Magyarországon.
2022-ben az Egy mindenkiért elnyerte a 40. FICTS Films World Championship Olympic spirit kategóriájának fődíját (Guirlande d’Honneur) Milánóban, amely 20 nemzetközi sportfilm fesztivál világdöntője, a műfaj Oscar-díja.
A Magyar Filmakadémia tagjainak szavazatai alapján 2022-ben megkapta a Magyar Mozgóképfesztivál dokumentumfilm kategóriájának fődíját.
Ugyanebben az évben az AIPS Media Awards ceremóniáján Dohában Európa legjobb sport-portréfilmjének választották; a Los Angeles-i Magyar Film Fesztiválon a legjobb dokumentumfilm díját vehette át; valamint a Magyar Olimpiai és Sportmúzeum Ezüstgerely díját, az elmúlt három év legjobb sportfilmjeként.
Az Egy Mindenkiért a legmagasabb szinten díjazott magyar sportfilm, tíz országban mutatták be, moziban, televízióban és online ötszázezren nézték meg.

## Válogatott filmográfia
Rendező:
| Év   | Cím                                |
| ---- | ---------------------------------- |
| 2021 | Egy mindenkiért                    |
| 2020 | Cukrász dinasztiák                 |
| 2016 | Magyar csapat – ";…még 50 perc..." |
| 2006 | Magyarfutball, a 91.perc           |

Producer:
| Év   | Cím                 | Rendező                       |
| ---- | ------------------- | ----------------------------- |
| 2022 | Szörnyetegek bája   | Nemes Anna                    |
| 2021 | Egy mindenkiért     | Muhi András Pires             |
| 2021 | Uprooted            | Révész Bálint, Angus McInnes  |
| 2021 | Anyaföldek          | Gabriel Babsi                 |
| 2020 | Cukrász dinasztiák  | Muhi Klára, Muhi András Pires |
| 2019 | Kilenc hónap háború | Csuja László                  |
| 2019 | Piros rózsa         | Dombrovszky Linda             |
| 2016 | Az ajándék          | közösségi dokumentumfilm      |
| 2012 | Kodály method       | Rév Marcell, Szimler Bálint   |
| 2010 | Balansz             | Lengyel Balázs                |
| 2010 | Itt vagyok          | Szimler Bálint                |

Co-producer:
| Év   | Cím                                | Rendező           |
| ---- | ---------------------------------- | ----------------- |
| 2016 | Magyar csapat – ";…még 50 perc..." | Muhi András Pires |
| 2016 | Liliomösvény                       | Fliegauf Bence    |

Executive producer:
| Év   | Cím            | Rendező        |
| ---- | -------------- | -------------- |
| 2018 | Virágvölgy     | Csuja László   |
| 2015 | Balaton method | Szimler Bálint |

Line producer:
| Év   | Cím                 | Rendező                      |
| ---- | ------------------- | ---------------------------- |
| 2017 | Brazilok            | M. Kiss Csaba, Rohonyi Gábor |
| 2017 | Testről és lélekről | Enyedi Ildikó                |
| 2016 | Liliomösvény        | Fliegauf Bence               |

Produkciós supervisor:
| Én   | Cím           | Rendező       |
| ---- | ------------- | ------------- |
| 2019 | Akik maradtak | Tóth Barnabás |

Konzultáns:
| Év   | Cím        | Rendező        |
| ---- | ---------- | -------------- |
| 2014 | Viharsarok | Császi Ádám    |
| 2014 | Délibáb    | Hajdu Szabolcs |

## Díjai
Egy mindenkiért:
- Milano, FICTS World Championship  – Guirlande d'Honneur (2022)
- Magyar Mozgókép Fesztivál – legjobb dokumentumfilm (2022)
- Doha, AIPS Media Awards – Ezüst-díj, portréfilm (2022)
- Los Angeles-i Magyar Filmfesztivál – legjobb dokumentumfilm (2022)
- Ezüstgerely díj (2022)[13]

Testről és lélekről:
- Berlin – Aranymedve-díj  (2017)

Magyar csapat – "...még 50 perc...":
- NMHH Kamera Korrektúra díj – legjobb televíziós dokumentumfilm (2017)

Itt vagyok:
- 41. Magyar Filmszemle – legjobb kisjátékfilm (2010)

Magyarfutball, a 91. perc:
- 38. Magyar Filmszemle – Országos Diákzsűri különdíja (2007)

## Interjúk
- https://magyar.film.hu/filmhu/magazin/egy-mindenkiert-muhi-andras-pires-interju
- https://www.nemzetisport.hu/egyeb_egyeni/kuldetes-karddal-es-kameraval-muhi-andras-pires-es-az-egy-mindenkiert-muhelytitkai-2869611
- https://www.digitalhungary.hu/interjuk/Szilagyi-aron-a-legizgalmasabb-sportjelenseg-a-kortarsai-kozul/17922/
- https://hvg.hu/kultura/20210812_Szilagyi_Aron_Muhi_Andras_Pires_egy_mindenkiert_interju
- https://kreativ.hu/cikk/muhi-andras-pires-rendezo-reklamproducer-egy-mindenkiert-szilagyi-aron-dokumentumfilm
- https://mandiner.hu/cikk/20220727_elet_interju_muhi_andras_pires
- https://sportsmarketing.hu/2022/06/13/interju-muhi-andras-pires-egy-mindenkiert-nemzetkozi-sportujsagiro-szovetseg-legjobb-europai-film-masodik-dij/
- https://www.valaszonline.hu/2021/08/05/szilagyi-aron-film-muhi-andras-pires-podcast-hetivalasz84/